# لولا أندرسون
لولا أندرسون (من مواليد 16 أبريل 1998) لاعبة تجدف بريطانية حائزة على الميدالية الذهبية الأولمبية والميدالية الذهبية العالمية، ألهمتها ممارسة هذه الرياضة عندما كانت مراهقة أثناء مشاهدة بريطانيا العظمى تفوز بأربع ميداليات ذهبية في دورة الألعاب الأولمبية الصيفية 2012 في لندن، بتشجيع من والدها وهو لاعب تجديف جامعي سابق.

## حياة المبكرة والتعليم
أندرسون من ريتشموند، لندن الكبرى، ودرست في مدرسة سوربيتون الثانوية. تخرجت بدرجة في الأدب الإنجليزي من جامعة نيوكاسل.